# Роберт Дж. Соєр
Ро́берт Джеймс Со́єр (англ. Robert J. Sawyer; нар. 29 квітня 1960, м. Оттава, Канада) — англоканадський письменник-фантаст,   працює переважно у жанрі строгої наукової фантастики.  Він опублікував 25 романів , та отримав багато письменницьких літературних премій, у тому числі «Неб'юла» за найкращий роман (1995), «Г'юго» за найкращий роман (2003), імені Джона В. Кемпбелла (2006), імені Роберта А. Гайнлайна (2017). Єдиний канадець, який отримав усі три найвищі світові нагороди за найкращий науково-фантастичний роман року  та  більше Aurora Awards, ніж будь-хто інший в історії .

## Біографія
Роберт Сойєр народився в Оттаві, Канада, але виріс у Торонто в родині професорів.  Він зазначає що великий вплив на нього мали  улюблені шоу кінця 1960-х і початку 1970-х років — "Пошук" та  та  "Зоряний шлях". З раннього дитинства він цікався космосом і  пам'ятає, як дивився телевізійні трансляції місій "Аполлон". Він стверджує, що переглянув класичний фільм 1968 року 2001: Космічна одіссея 25 разів.  Він почав писати наукову фантастику в клубі середньої школи, в якому був одним з співзасновників — NASFA (Північна академія асоціації фанатів наукової фантастики).
Насправді я хотів бути вченим — зокрема палеонтологом динозаврів (що, безсумнівно, не дивує тих, хто читав мої книги...), але я також хотів професійно писати наукову фантастику. А наприкінці середньої школи я усвідомив приголомшливий факт: у всьому світі лише три десятки людей заробляють на життя вивченням динозаврів; навпаки, є кілька сотень людей, які насправді заробляють на життя написанням наукової фантастики. Виявилося, що з двох моїх мрій стати письменником-фантастом було більш практичним, тож я вирішив продовжити це. 
В 1982 році  закінчив програму "Радіо і телевізійні мистецтва" в Університі Райерсона в Торонто, Сспеціалізувався на написанні сценаріїв, але також відвідував багато факультативів з психології .
22 грудня 1984 року одружився з Керолін Клінк.
Зараз живе у м. Міссісаузі, Онтаріо (на захід від Торонто).

## Нагороди
- 1991 Премія «Аврора» за найкращий довгий твір англійською мовою за «Золоте руно».
- 1992 Премія Гомера за найкращий роман, за «Далековидця».
- 1993 Премія Артура Елліса за найкраще оповідання за «Як у старі часи»
- Премія Гомера 1993 року за найкращий роман, за роман «Мисливець за копалинами».
- 1995 Le Grand Prix de l'Imaginaire за найкраще іноземне оповідання, «Ви бачите, але не спостерігаєте»
- Премія «Неб’юла» 1995 року за найкращий роман за «Термінальний експеримент»
- Премія «Аврора» 1995 року за найкращу довгу роботу англійською мовою за «Термінальний експеримент».[7]
- Премія «Сейун» 1996 року за найкращий іноземний роман за «Кінець епохи».
- Премія Prix Aurora 1996 року за найкращу довгу роботу англійською мовою для Starplex
- 1997 Премія читача наукової фантастики Chronicle за найкраще оповідання за «The Hand You're Deald»
- Премія Prix Aurora 1999 року за найкращий довгий твір англійською мовою для Flashforward
- 2000 Премія Seiun за найкращий іноземний роман, за Frameshift
- Номінант на премію Г'юго 2001 року в категорії «Найкращий роман» за «Обчислення Бога».
- Премія Сейун 2002 року за найкращий іноземний роман за «Нелегальний прибулець».
- 2003 Премія Г'юго за найкращий роман, за Гомініди [7]
- Премія Analog Analytical Laboratory Award за найкраще оповідання 2005 року за «Shed Skin»
- Премія «Аврора» 2005 року за найкращий твір англійською мовою (інша мова) за теорію відносності
- 2006 Меморіальна премія Джона В. Кемпбелла за найкращий науково-фантастичний роман за Mindscan [8]
- 2007 Публічна бібліотека Торонто відзначає нагороду читання
- 2007 Galaxy Award (Китай) за «Найпопулярнішого іноземного автора»
- Премія «Аврора» 2007 року за найкращий короткий твір англійською мовою за «Biding Time»
- 2010 Prix Aurora Award за найкращу довгу форму англійською мовою для Wake
- Номінант на премію Г'юго 2010 року в категорії «Найкращий роман» за «Поминки»[9]
- 2011 Премія «Аврора» за найкращий науково-фантастичний роман у Канаді, для Watch [10]
- Премія «Аврора» 2012 року за найкращий науково-фантастичний роман у Канаді за «Чудо» [10]
- 2013 Премія «Аврора» за життєві досягнення[11]
- 2014 Меморіальна премія Едварда Е. Сміта («Жайворонок»)[12]
- 2016 Член Ордену Канади «за досягнення як письменника-фантаста та наставника, а також за його внесок як футуриста»[13]
- 2017 Премія Роберта А. Хайнлайна [14]
- 2017 — член Ордена Онтаріо за те, що він «один із найкращих світових авторів наукової фантастики та чемпіон канадської індустрії фантастики».[15]